# ЖС серија 661
ЈЖ/ЖС серија 661 је универзална дизел-електрична локомотива намењена за вучу свих врста путничких и теретних возова на свим категоријама пруга. Дизел локомотива модел Г16 производила се у фабрици ЕМД-а у Илиноису (САД) и Лондону (Онтарио, Канада). Производила се још под лиценцом у Аустралији и Шпанији.
Укупно је набављено 220 локомотива, које су масовно замениле ’60-их и почетком ’70-их година 20. века парне локомотиве на пругама у СФР Југославији. Поред наведених земаља налазила се у експлоатацији у Египту, Бразилу, Ирану, Хонгконгу и Израелу.
Локомотиве серије 661 носе епитет најславније дизел локомотиве на овим просторима, а налазе се у експлоатацији у Железницама Србије. Локомотиве 661 имају популаран назив „Кенеди".

## Порекло и експлоатација
Средином педесетих година донета је одлука о осавремењавању возног парка набавком дизел вучних возила које ће бити способне за вучу свих врста возова на пругама различите категорије.
У ту сврху извршен је низ пробних вожњи на пругама појединих дизел-локомотива.
- У априлу 1955. године је била на проби немачка В 200 (дизел-хидраулична, B'B'), јуна исте године гостовала је шведска НОХАБ (Co'Co'), као и француска СНЦФ 6300, али ниједна од ових локомотива није задовољила све постављене захтеве.
- Међутим, 1959. извршене су пробе америчке локомотиве ЏМ-ЕМД чија је ознака била Г16, која је у потпуности одговорила свим захтевима.

Америчка владина агенција за међународни развој — УСАИД (USAID) је купила од Џенерал моторса нове локомотиве и донирале прву нулту подсерију 001-034, а потом и 20 локомотива у другој подсерији 101 - 164 Југословенским железницама као земљи у развоју током 1960. и 1961. године.
Тек након тога, кад је потврђен њихов квалитет током експлантације одлучено је да се увезу нове подсерије по повољним кредитним аранжманима. 
Ове локомотиве су израђиване у фабрикама ЕМД-а у Илиноису, Сједињеним Државама и Лондону у Онтарију, Канада.
Дизел-локомотиве 661 су стизале постепено од 1960. до 1972. а укупно их је набављено 220.
- Прва нулта подсерија 661-000 (001-034) испоручене су 1960,
- друга подсерија 661-100 (101-164) испоручене 1960. и 1961. године,
- трећа 661-200 (201-278) испоручене 1966, 1970, 1972,
- четврта 661-300 (301-327) испоручене 1970. и
- пета последња 661-400 (401-415) испоручена 1972.

Распоред осовина је Co'Co', а снага мотора је 1.454 kW. Максимална брзина ових локомотива код подсерије 000 je 114 км/ч, а код подсерије 100, 200, 300 и 400 је максималне брзине 124 км/ч.
Прва локомотива за ЖТП "Београд", ознаке 661-107, је била произведена децембра 1960. а стигла је у Београд 4. марта 1961. године. У периоду од 1960. до 1973. године вучу возова на прузи Београд - Ниш највећих брзина су обављале дизел-електричне локомотиве ЈЖ серије 661. Најбржи воз на прузи био је Акрополис експрес, МА/АМ, на релацији Минхен - Атина. Чисто време вожње и време путовање у смеру ка Нишу износило је три сата и седам минута, а у супротном смеру три сата и 17 минута. Време вожње и време путовања су иста јер овај воз није имао успутна задржавања. Маса воза износила је 500 тона, а максимална брзина била је 100 km/h, док је на раљском успону била 70 km/h. На равном делу пруге вучна сила је била добро искоришћена као и на раљском успону. На максималном успону од 15 промила локомотива серије 661 воз ове масе могла је да вуче максималном брзином од 35 km/h. Техничке брзине у смеру Београд - Ниш и у супротном смеру износиле су 78,29 и 75,85 km/h, док су комерцијалне брзине за помените смерове износиле 78,29 и 75,85 km/h. Ово је највећа техничка брзина и најкраће време путовање једног воза постигнуто на прузи Београд - Ниш од 1884. године до данас.